# Jim McKenzie
James P. "Jim" McKenzie, född 3 november 1969, är en kanadensisk före detta ishockeytränare och professionell ishockeyspelare som tillbringade 15 säsonger i den nordamerikanska ishockeyligan National Hockey League (NHL), där han spelade för ishockeyorganisationerna Hartford Whalers, Dallas Stars, Pittsburgh Penguins, Winnipeg Jets, Phoenix Coyotes, Mighty Ducks of Anaheim, Washington Capitals, New Jersey Devils och Nashville Predators. Han producerade 100 poäng (48 mål och 52 assists) samt drog på sig 1 739 utvisningsminuter på 880 grundspelsmatcher. McKenzie spelade även på lägre nivåer för Binghamton Whalers och Springfield Indians i American Hockey League (AHL) och Moose Jaw Warriors och Victoria Cougars i Western Hockey League (WHL).
Han draftades i fjärde rundan i 1989 års draft av Hartford Whalers som 73:e spelare totalt.
McKenzie vann Stanley Cup med New Jersey Devils för säsongen 2002–2003.
Efter den aktiva spelarkarriären var han anställd av spelarfacket National Hockey League Players' Association (NHLPA) fram till 2011 när McKenzie blev tränare för Muskegon Lumberjacks i United States Hockey League (USHL). 2013 fick han dock sparken från Lumberjacks och blev istället talangscout hos NHL-organisationen Florida Panthers. Den 16 september 2016 meddelade NHL:s senaste expansionslag, Vegas Golden Knights att man hade anställt McKenzie som professionell talangscout.

## Statistik
| 1985–1986  | Moose Jaw Midget Warriors | SMAAAHL    | 36  | 18 | 26 | 44  | 89   | —  | — | — | — | —  |
|            | Moose Jaw Warriors        | WHL        | 3   | 0  | 2  | 2   | 0    | —  | — | — | — | —  |
| 1986–1987  | Moose Jaw Warriors        | WHL        | 65  | 5  | 3  | 8   | 125  | 9  | 0 | 0 | 0 | 7  |
| 1987–1988  | Moose Jaw Warriors        | WHL        | 62  | 1  | 17 | 18  | 134  | —  | — | — | — | —  |
| 1988–1989  | Victoria Cougars          | WHL        | 67  | 15 | 27 | 42  | 176  | 8  | 1 | 4 | 5 | 30 |
| 1989–1990  | Hartford Whalers          | NHL        | 5   | 0  | 0  | 0   | 4    | —  | — | — | — | —  |
|            | Binghamton Whalers        | AHL        | 56  | 4  | 12 | 16  | 149  | —  | — | — | — | —  |
| 1990–1991  | Hartford Whalers          | NHL        | 41  | 4  | 3  | 7   | 108  | 6  | 0 | 0 | 0 | 8  |
|            | Springfield Indians       | AHL        | 24  | 3  | 4  | 7   | 102  | —  | — | — | — | —  |
| 1991–1992  | Hartford Whalers          | NHL        | 67  | 5  | 1  | 6   | 87   | —  | — | — | — | —  |
| 1992–1993  | Hartford Whalers          | NHL        | 64  | 3  | 6  | 9   | 202  | —  | — | — | — | —  |
| 1993–1994  | Hartford Whalers          | NHL        | 26  | 1  | 2  | 3   | 67   | —  | — | — | — | —  |
|            | Dallas Stars              | NHL        | 34  | 2  | 3  | 5   | 63   | —  | — | — | — | —  |
|            | Pittsburgh Penguins       | NHL        | 11  | 0  | 0  | 0   | 16   | 3  | 0 | 0 | 0 | 0  |
| 1994–1995  | Pittsburgh Penguins       | NHL        | 39  | 2  | 1  | 3   | 63   | 5  | 0 | 0 | 0 | 4  |
| 1995–1996  | Winnipeg Jets             | NHL        | 73  | 4  | 2  | 6   | 202  | 1  | 0 | 0 | 0 | 2  |
| 1996–1997  | Phoenix Coyotes           | NHL        | 65  | 5  | 3  | 8   | 200  | 7  | 0 | 0 | 0 | 2  |
| 1997–1998  | Phoenix Coyotes           | NHL        | 64  | 3  | 4  | 7   | 146  | 1  | 0 | 0 | 0 | 0  |
| 1998–1999  | Mighty Ducks of Anaheim   | NHL        | 73  | 5  | 4  | 9   | 99   | 4  | 0 | 0 | 0 | 4  |
| 1999–2000  | Mighty Ducks of Anaheim   | NHL        | 31  | 3  | 3  | 6   | 48   | 5  | 0 | 0 | 0 | 4  |
|            | Washington Capitals       | NHL        | 30  | 1  | 2  | 3   | 16   | 1  | 0 | 0 | 0 | 0  |
| 2000–2001  | New Jersey Devils         | NHL        | 53  | 2  | 2  | 4   | 119  | 3  | 0 | 0 | 0 | 2  |
| 2001–2002  | New Jersey Devils         | NHL        | 67  | 3  | 5  | 8   | 123  | 6  | 0 | 0 | 0 | 2  |
| 2002–2003  | New Jersey Devils         | NHL        | 76  | 4  | 8  | 12  | 88   | 13 | 0 | 0 | 0 | 14 |
| 2003–2004  | Nashville Predators       | NHL        | 61  | 1  | 3  | 4   | 88   | 1  | 0 | 0 | 0 | 0  |
| NHL totalt | NHL totalt                | NHL totalt | 880 | 48 | 52 | 100 | 1739 | 51 | 0 | 0 | 0 | 38 |
| AHL totalt | AHL totalt                | AHL totalt | 80  | 7  | 16 | 23  | 251  | —  | — | — | — | —  |
| WHL totalt | WHL totalt                | WHL totalt | 197 | 21 | 49 | 70  | 435  | 17 | 1 | 4 | 5 | 37 |